# Маркузе, Исидор Леонтьевич
Иси́дор Лео́нтьевич (Лео́нович) Марку́зе (при рождении Исидор Ли́пманович Маркузе; 15 октября 1898 — 9 июня 1987) — советский архитектор.

## Биография
Родился 3 (15) октября 1898 года в Одессе. Его отец Липман-Файвуш (Леон) Шаевич Маркузе (1874—?), уроженец Митавы, содержал маклерскую контору на Большой Арнаутской улице, № 50; мать — Эстер Маркузе. После окончания гимназии, обучался в Одесском военном училище, затем продолжил учёбу на физико-математическом отделении Императорского Новороссийского университета (окончил три курса). 29 августа 1918 года подал заявление в Одесское высшее художественное училище (ОВХУ) на архитектурное отделение (принят в январе 1919 года). В 1920 году работал в Укрнаробразе по оборудованию постоянных и передвижных театров. В январе 1921 года поступил в штат архитектурного цеха мастерской Покорного одесского отделения Государственных свободных художественных мастерских (ГСХМ).
В 1927 году окончил ВХУТЕМАС со званием архитектора-художника. После окончания вуза работал в Мосгорпроекте (с 1933 года — Моспроект) в 2-й мастерской под руководством И. А. Голосова и И. И. Ловейко. В 1933 году вступил в Союз архитекторов СССР. Начинал с проектирования промышленных объектов (консервный завод «Гигант» в Херсоне, Иркутская чаеразвесочная фабрика). Позднее занимался проектированием и строительством жилых и общественных зданий Москвы. В частности, в начале 1930-х годов принимал участие в проектировании кооперативного жилого дома Наркомвнешторга на Долгоруковской (тогда Каляевской) улице, 5, известного как «Дом вдов». Незадолго до начала войны совместно с Я. А. Корнфельдом построил жилой дом на Садовой-Каретной улице, 4-6, стр. 1 (реконструирован после войны). В конце 1940-х — начале 1950-х годов по проекту И. Л. Маркузе был построен жилой дом на Земляном Валу, 3. В 1953—1956 годах по его проекту был построен Центральный дом композитора и жилой дом для жилищно-строительного кооператива (ЖСК) «Педагог Московской консерватории».
В 1939—1954 годах был заместителем председателя секции жилых зданий Московской организации союза архитекторов. Занимался живописью, рисунком и графикой. В 1959 году вышел на пенсию. Периодически работал. Принимал участие в выставках.
В 1930-х годах жил в доме 5 по Каляевской улице, в проектировании которого принимал участие. Позднее жил в доме 4-6 по Садовой-Каретной улице, одним из авторов проекта которого являлся. Умер 9 июня 1987 года.

## Семья
Жена (с 28 января 1918 года) — Евгения Шмулевна Аглицкая (1899—?), дочь зубного врача.
Дети:
- Юрий Исидорович Маркузе (1935—2020) — советский и российский геодезист, профессор и доктор технических наук с 1973 года
- Ирина Исидоровна Маркузе